# Stèle du guerrier de Castrelo do Val
La Stèle du guerrier de Castrelo do Val (également appelée statue-menhir de Pedra Alta) est une statue-menhir trouvée en 2011 dans la commune de Castrelo do Val, dans la province d'Ourense, en Galice.

## Description

1-épée avec ceinture, 2-objet inconnu, 3-bouclier, 4-char, 5-lance

Ce menhir anthropomorphe, daté entre 3200 et 2900 av. J.-C. (âge du bronze), a été fabriqué à partir d'un bloc de granite d'environ 175 cm de haut, 63 à 70 cm de large et environ 30 cm d'épaisseur, pesant environ 800 kg. Sur le devant, est gravé l'équipement d'un guerrier : ceinture, bouclier, épée et lance. On peut également reconnaître une charrette tirée par un animal. C'est la plus ancienne représentation d'un char qui ait été trouvée en Galice.
La stèle n'a rien à voir avec les Estatuas de guerreros galaicos (es) (statues de guerriers lusitaniens). Les stèles de Carmona , Telhado et Zebros sont similaires.
Il y a eu une controverse entre Castrelo do Val et le Gouvernement régional de Galice au sujet de la préservation de la stèle. Alors que les habitants et la mairie de Castrelo souhaitaient la conserver au Musée Ethnographique local, pour revitaliser le tourisme rural de la région, le Gouvernement Régional souhaitait le déposer au Musée Archéologique d'Orense. Finalement, un accord a été trouvé et, après avoir voyagé dans différents endroits de Galice, la stèle a été déposée dans la ville.
Elle a été déclarée Bien d'intérêt culturel.